# Torneo de San Petersburgo 2011
El Torneo de San Petersburgo es un evento de tenis que se disputa en San Petersburgo, Rusia. El mismo se jugó entre el 24 de octubre y el 30 de octubre de 2011.

## Campeones
- Individuales masculinos:  Marin Čilić derrota a   Janko Tipsarević, 6–3, 3–6, 6-2.

- Dobles masculinos:   Colin Fleming /  Ross Hutchins derrotan a  Mijaíl Yelguin /  Aleksandr Kudriávtsev, 6–3, 6–7(5), [10-8].